# ذا هاوس أوف ذا ديد
ذا هاوس أوف ذا ديد أو بيت الموتى (بالإنجليزية: The House of the Dead) هو لعبة فيديو تقوم على فكرة مطلق النار بأسلحة خفيفة وتندرج تحت عنوان الرعب. نشرتها شركة Sega في عام 1996. ويمكن تشغيلها باستخدام وحدات تحكم قياسية على مشغل ألعاب الفيديو والماوس أو لوحة المفاتيح على أجهزة الكمبيوتر المنزلية. بالنسبة لإصدارات PlayStation Network من الإصدارين 3 و4، يمكن أيضًا تشغيلها باستخدام وحدة تحكم PlayStation Move.
هناك ست ألعاب من هذه اللعبة، نشأت في شكل مطلق النار بالسكك الحديدية من منظور الشخص الأول. تحتوي جميع السلسلة الرئيسية على سمات مشتركة بما في ذلك العوامل الخاصة التي تتزاوج لتواجه جحافل من الزومبي المهندسة بيولوجيًا (يشار إليها باسم "المسوخ" في Overkill). تنقسم الألعاب إلى فصول، يتوج كل منها بمعركة زعماء ضد مخلوقات ضخمة ومرعبة عادة. جرى تسمية جميع الرؤساء في أول أربع ألعاب بالإضافة إلى السادسة على اسم الرائد أركانا من التارو الغامض.
تختلف عناصر طريقة اللعب بين الألعاب المختلفة في السلسلة، ولكل منها شخصيات وأسلحة نارية وأنواع مختلفة من الأعداء. في العديد من الألعاب، هناك مسارات متفرعة (تحددها تصرفات الفرد) ومكافآت غير قابلة للفتح، إلى جانب نهايات مختلفة بناءً على أداء الفرد.

## السلسلة الرئيسية

### بيت الموتى(1996)
في ديسمبر 1998، خطط الدكتور كوريان المجنون والمصاب بخيبة أمل لتعبئة جيوشه من الموتى ضد السكان. يُرسَل العملاء Thomas Rogan و"G" إلى قصره لإيقاف خطة Curien الشريرة وإنقاذ زوجة Rogan المستقبلية، Sophie Richards.

#### بيت الموتى: طبعة جديدة(2022)
في عام 2021 أُعلن عن نسخة جديدة مستوحاة من اللعبة الأولى بعنوان The House of the Dead: Remake من إنتاج شركة Forever Entertainment لـ وحدة ألعاب نينتندو. في ديسمبر 2021، أُعلن عن تأجيل إصدار اللعبة إلى ربيع 2022.

### بيت الموتى 2(1998)
في 26 فبراير 2000، كشف عالم الأعمال كاليب جولدمان عن نفسه بأنه العقل المدبر لقضية قصر كوريان عام 1998. بدأ جولدمان نشر الموتى في مدينة إيطالية غير مسماة بينما يتطور مشروعه "الإمبراطور". يُرسل اثنين من العملاء هما جيمس تايلور وجاري ستيوارت من أجل إيقاف جولدمان.

### بيت الموتى 3(2002)
في عالم ما بعد نهاية العالم (2019)، تسلل توماس روجان وفريقه من الكوماندوز إلى مرفق أبحاث EFI على أمل العثور على مصدر انهيار الكوكب. بعد أن فقدت ابنته ليزا الاتصال به تنطلق مع شريكها السابق "جي" في مهمة بحث عنه، غير مدركين أن ما ينتظرهم له علاقة بالماضي البعيد وبنشأة حشد الموتى. ينضم دانييل كوريان نجل الراحل الدكتور كوريان لاحقًا إلى ليزا للمساعدة في إكمال بقية المهمة.

### بيت الموتى 4(2005)
في عام 2003، يقوم وكيل AMS المخضرم جيمس تايلور (من بيت الموتى 2) والوافدة الجديدة Kate Green بالتحقيق في حادثة Goldman لعام 2000. بعد وقوع زلزال مفاجئ، صُدموا عندما اكتشفوا أن الموتى من ثلاث سنوات سابقة قد عادوا، على ما يبدو سالمين، وحُبسوا في أحد المختبرات، لكنهم سرعان ما انتشروا وأثاروا الفوضى مرة أخرى.

#### بيت الموتى 4 خاص(2006)
بعد فترة وجيزة من نهاية بيت الموتى 4، يتعاون وكيل AMS المسمى Kate Green مع وكيل AMS المسمى "G" من أجل تدمير "مصدر" الفاشية.

## روابط خارجية
- الموقع الياباني الرسمي لسيجا